# Stazione di San Felice sul Panaro
Stazione di San Felice sul Panaro vasútállomás Olaszországban, San Felice sul Panaro településen.

## Vasútvonalak
Az állomást az alábbi vasútvonalak érintik:
- Verona–Bologna-vasútvonal

## Kapcsolódó állomások
A vasútállomáshoz az alábbi állomások vannak a legközelebb:
- Stazione di Mirandola
- Stazione di Camposanto
- San Biagio in Padule railway halt